# 이집트 제22왕조
이집트 제22왕조는 이집트 제3중간기의 왕조이다. 기원전 943년부터 기원전 716년까지 타니스 근방을 다스렸다.
마네토에 따르면 22왕조의 통치자들은 나일 강 삼각주 동부의 부바스티스 출신으로, 이들의 혈통은 리비아이기 때문에 '리비아 왕조'라고 불린다고 한다. 제22왕조의 시조는 신왕국 시절에 헤라클레오폴리스에 정착한 리비아인으로 추정하며 리비아 동부의 유목민족인 메시웨시의 대추장직을 맡고 있었다. 왕조의 개창자인 셰숑크 1세는 아버지가 맡고 있던 메시웨시 족(마 부족이라고도 한다)의 대추장 직을 계승했으며 프수센네스 2세의 사위이자 수석 고문이었고, 군 총사령관도 겸직해서 그 지위가 매우 탄탄했다. 이에 따라 프수센네스 2세가 후계 없이 사망하자 권력과 권위가 가장 높았던 셰숑크 1세가 파라오에 올랐던 것.
제22왕조는 제21왕조 시절의 혼란상을 거울삼아 테베의 아문 신전 대신관을 세습직에서 임명직으로 바꾸고 파라오의 아들로 임명하여 신관 세력을 견제했으며 잃어버린 지방 통제력을 복구하는데 힘을 기울였다. 그 덕분에 100년 정도 이집트 전체를 통치했으나, 기원전 837년에 타켈로트 2세가 상이집트에서 반란을 일으키고 이집트 제23왕조를 창건하여 이집트 제25왕조에 통합될 때까지 분열을 겪었다.

## 역대 파라오
- 셰숑크 1세
- 오소르콘 1세
- 셰숑크 2세
- 타켈로트 1세
- 오소르콘 2세
- 셰숑크 3세
- 셰숑크 4세
- 파미
- 셰숑크 5세
- 페두바스트 2세
- 오소르콘 4세